# Are You Sure?
Are You Sure? è un singolo discografico del duo musicale britannico The Allisons, pubblicato nel 1961.
Con questo brano il duo ha partecipato all'Eurovision Song Contest 1961, dove si è classificato al secondo posto.

## Tracce
- 7"

1. Are You Sure?
2. There's One Thing More